# Kalafat

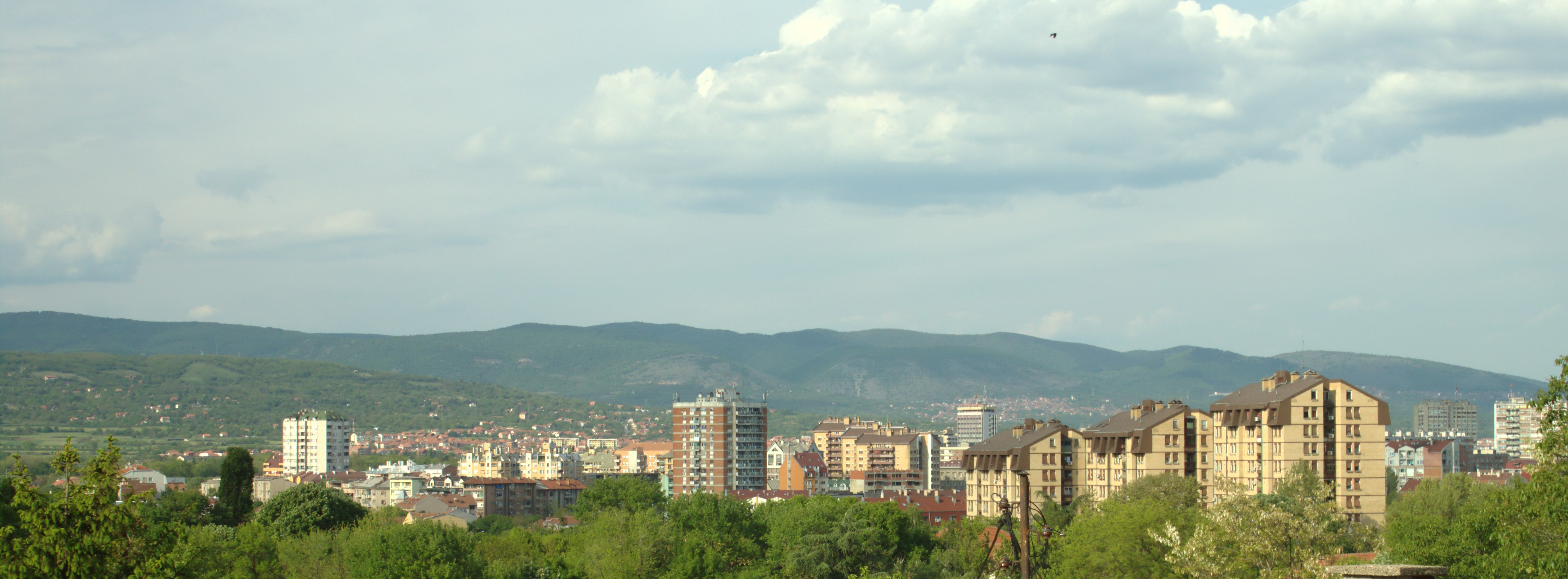
Pohoří spolu s městem Niš.

Kalafat je pohoří v jihovýchodním Srbsku, rozkládající se severně od města Niš. Administrativně spadá pod opštinu Pantelej a opštinu Svrljig. Je součástí tzv. Balkánských pohoří, geograficky spadá pod Karpatsko-balkánská skupina pohoří. Představuje severní hranici Nišské kotliny a z druhého největšího města Srbska je také dobře viditelná. Známá je i pod názvem Kurilovo. Jeho nejvyšší vrch má nadmořskou výšku 837 m n. m.

## Vymezení
Pohoří se táhne západo-východním směrem od průsmyku Gramada na východě až po průsmyk Torine na západu, kde dále pokračuje pohoří Popova glava. Severně od Kalafatu se nachází údolí Toponičská, Kopajkošarské a Popšičské řeky. Samo pohoří je dlouhé 15 km; zhruba mezi vesnicemi Gornji Matejevac a Popšica. Další vesnice, které se nacházejí v blízkosti tohoto pohoří, jsou Knez Selo, Grbavče, Kopajkošara a Cerje. 

## Vrcholy
Nejvyšší vrch pohoří má výšku 837 m. Nachází se zde ještě další dva vrcholy, jejichž výška překonává 800 m a deset dalších je s nadmořskou výškou nad 700 m. 

## Příroda a kulturní památky
V jižní části pohoří Kalfat se nachází vrchol Kamenički vis, který je populárním výletním místem obyvatel Niše. Na jeho vrcholu byl v závěru 40. let 20. století zbudován partyzánský památník. V pohoří Kalafat je možné najít také pravoslavný klášter Sveti Jovan a tzv. latinský kostel u Gornjého Matejevce. Nachází se zde také řada jeskyň (Cerjanská jeskyně, Popšičská jeskyně, jeskyně Samar a Prekonošská jeskyně). 